# Каудіни
Каудіни — плем'я самнітів, яке жило серед гір, що оточують Кампанію, і в долинах річок Ісклер і Вольтурн . Їхня столиця була в Каудіумі, але імовірно, що назва відносилась не тільки до громадян Каудії та його безпосередньої території.

## Опис
Лівій говорить більш ніж в одному уривку про каудінів як про плем’я чи народ, тими ж термінами, що й про гірпінів .Нібур припускав, що каудіні були одним із чотирьох племен, що входять до конфедерації самнітів.  Будучи найзахіднішою з самнітських груп, вони були племенем самнітів, що найбільше постраждало від сусідніх греків Кампанії. Каудінів, разом із племенами гірпінів, пентрів та карченів,  описували як сільський народ, який процвітає в аграрній економіці, в основному як масарі (селяни-фермери) та пекорарі (пастухи та пастухи). 
Протяжність їхньої території невідома. Стародавній поет Грацій Фаліск ( Cyneget. 509) назвав велику гірську масу Табурнус «Caudinus Taburnus», і це, мабуть й було в центрі їхньої території. Ймовірно, він приєднувався до Хірпіні з одного боку та до Пентрі з іншого, а на заході він межував безпосередньо з Кампанією. Але жоден з географів не визнає цю назву каудінів загальним найменуванням і, схоже, вона вийшла з ужитку: каудіни Плінія (III. 11. s. 16) є лише громадянами Каудії.
Міста каудінів включали Каудіум (сучасний Монтесаркіо), Телезію (сучасний Сан-Сальваторе-Телезіно ), Сатікулу (сучасний Сант-Агата-де-Готі ), Каіатію (сучасний Каяццо ), Требулу та Кубултерію . 

## Самнітські війни
Каудіни ніде не згадуються як окреме плем'я в оповіданнях про самнітські війни римлян, ймовірно, тому, що вони вважалися включеними щоразу, коли згадувалися самніти. Територія каудінів була ареною численних боїв. Це можна пояснити розташуванням племені, яке було найбільш західним серед самнітів, а отже, найбільш підданим нападам римлян.  Веллей Патеркул (II. 1) казав, що саме з каудінами римляни уклали договір після поразки в битві при Каудинських Форксах. У 275 р. до н.е. плем'я було підкорене Л. Корнелієм Лентулом, рід якого відтепер отримав назву «Кавдин». Пізніше каудіні підняли повстання в 216 році. Припускають, що плем'я було заохочено відвернутись від римлян після прибуття армії Ганнібала біля Капуї .  Під час Другої Пунічної війни римський історик Лівій повідомив про дезертирство каудінів після поразки римлян під Каннами . 